# Apecchio
Apecchio est une commune italienne d'environ 2 100 habitants, située dans la province de Pesaro et Urbino, dans la région Marches, en Italie centrale.

## Administration
| Période                                  | Période     | Identité         | Étiquette | Qualité |
| ---------------------------------------- | ----------- | ---------------- | --------- | ------- |
| 14 juin 2004                             | 6 juin 2010 | Stefano Cristini |           |         |
| 6 juin 2010                              | En cours    | Orazio Ioni      |           |         |
| Les données manquantes sont à compléter. |             |                  |           |         |

### Hameaux
Caselle Salceto, Colombara, Osteria nuova, Pian di Molino, San Martino, Serravalle di Carda, Valdara di Serravalle

### Communes limitrophes
Cagli, Città di Castello, Mercatello sul Metauro, Pietralunga, Piobbico, Sant'Angelo in Vado, Urbania